# Cinzano (Itálie)
Cinzano je italská obec v provincii Torino v oblasti Piemont.
K 31. prosinci 2021 zde žilo 320 obyvatel.

## Sousední obce
Berzano di San Pietro (AT), Casalborgone, Moncucco Torinese (AT), Rivalba, Sciolze